# Embudo
Embudo (conosciuta anche come Embudo Station) è una comunità non incorporata (unincorporated community) della contea di Rio Arriba nel Nuovo Messico, negli Stati Uniti. Si trova sulla NM State Road 68. La stazione di Embudo si trova a 2,9 miglia a sud dell'intersezione della NM State Road 75, vicino a dove il fiume Embudo sfocia nel Rio Grande.
Il nome "Embudo", che significa "imbuto" in spagnolo, venne dato all'area dai primi coloni spagnoli perché il punto in cui il Rio Embudo scorreva tra due distinte colline a forma di cono ricordava loro un imbuto.
Embudo fu fondata nel 1881 quando la Denver and Rio Grande Western Railroad aprì una stazione (deposito) sulla sua Chili Line. La stazione prese il nome dal villaggio di San Antonio de Embudo, situato a 2 miglia lungo il fiume Embudo, e fino al 1902 entrambe le comunità condividevano un ufficio postale ed erano conosciute congiuntamente come Embudo. Nel 1900, in attesa di un ufficio postale separato nel villaggio, San Antonio de Embudo cambiò il suo nome in Dixon in onore di un missionario presbiteriano chiamato Dixon che vi stabilì una missione. Quando l'ufficio postale di Dixon aprì nel 1902, tuttavia, Embudo perse l'ufficio postale. Embudo ottenne di nuovo un ufficio postale nel 1905 per poi perderlo nel 1909. Tuttavia, dal 1914 Embudo ha il suo ufficio postale, codice postale 87531.
Oggi, dalla strada statale, un ponte di cemento, che sostituisce il vecchio ponte di legno, attraversa il Rio Grande all'"Embudo Historic District", che consiste nella vecchia stazione ferroviaria e negli edifici associati. L'idrometro dello United States Geological Survey (USGS) a Embudo, per misurare il flusso del Rio Grande, è stata la prima (USGS) stazione di misurazione del flusso ed è stata istituita da John Wesley Powell nel 1888. Embudo è stato anche il primo centro di formazione dello USGS per idrografi.
Embudo era originariamente situata sulla US Rt.64, un'importante autostrada nazionale est-ovest, principale collegamento tra Santa Fe e Taos. Nel 1974 la Rt.64 fu riallineata per terminare a Toc Ne Poh, AZ piuttosto che a Santa Fe, passando per Embudo.
Altrettanto interessante come la vecchia stazione ferroviaria è la Casa Piedras, conosciuta anche come Rock-a-Bye, la casa del capostazione a circa un miglio a nord della stazione. Il capostazione ha impiallacciato casa e annessi con ciottoli di roccia fluviale, si dice che passi il tempo.